# Schwetschkea
Schwetschkea là một chi rêu trong họ Leskeaceae.